# Amor Maior (1.ª temporada)
A primeira temporada de Amor Maior foi produzida pela SP Televisão e emitida pela SIC, de 12 de setembro de 2016 a 28 de março de 2017. A telenovela foi escrita por Inês Gomes.
Foi protagonizada por Sara Matos, José Fidalgo, Inês Castel-Branco e José Mata.
As gravações decorreram em São Tomé e Príncipe e Lisboa.

## Sinopse
Por amor aos irmãos, Clara (Sara Matos) vai ter de enfrentar Francisca (Inês Castel-Branco), a sua madrasta, e sacrificar a paixão de uma vida. Francisca sempre quis a vida e a fortuna que a sua meia-irmã, Laura (Ana Padrão), tinha. Mandou matá-la, casou com o seu marido e adotou as enteadas mais novas.
Agora planeia matar o marido, mas é descoberta por Clara, a filha mais velha de Laura, que a denuncia. Ninguém acredita em Clara e o pai acaba por expulsá-la de casa. Ao mesmo tempo, o irmão mais novo endivida ao trabalhar com Lobo (José Mata) para proteger o irmão. O problema é o facto de Lobo começar a ver Clara com outros olhos, apaixonando se por esta. Clara depara-se com um problema pois não consegue reter a guarda das irmãs (Daniela e Marta) e então é capaz de fazer tudo para as conseguir. Francisca não facilita a vida de Clara pois apaixona-se pelo amado desta, Manel, acabando estes por terem um caso. Mas quando Manel percebe que Francisca não é quem ele pensava,  acaba logo com a relação deles e vai para Clara. Clara e Manel vivem uma linda história de amor.
Francisca, contudo, não deixa de amar Manel desde o primeiro dia que teve com ele. Por isso, esta vai tornar a vida de Clara num inferno e fazer de tudo para os separar. Manel mesmo sabendo que Francisca é madrasta de Clara, continua com esta acabando mesmo por casar com ela. Entretanto, quando Francisca andava a ter um caso com Manel, estava casado com Eduardo (pai verdadeiro de Clara, Marta, Daniela e Afonso), e como queria andar à vontade com Manel e receber a herança dele, decidiu matá-lo na festa de aniversário de Marta.
Esta como é normal, esta ficou de rastos porque o pai morreu na sua própria festa. Daniela, era a única pessoa que já tinha chegado ao recinto (um terraço em Alfama). Mal chegou lá, estava Francisca a conversar com o seu pai. Esta (Francisca) decidiu que era uma boa altura para o marido morrer.
Atirou-o pelo terraço e ele morreu. Daniela, que estava no recinto, ficou chocada com o sucedido. Francisca, só depois é que percebeu que tinha morto o marido na presença de Daniela. A partir deste momento, Francisca com medo que Daniela "abrisse a boca" começou a dar-lhe comprimidos para a calar e para esta não dizer nada às autoridades. Daniela está a ser manipulada por Francisca e, quando alguém lhe pergunta quem é que matou Eduardo, ela acusa Clara a mando de Francisca.
Clara e Manel casam-se mas Francisca não desiste de os separar, a vilã descobre que o seu sobrinho Ricardo tem um vídeo do assalto ao museu onde Carlos Paiva morreu. A vilã ameaça dizer a toda a gente que Ricardo é homssexual se esta não recebesse o vídeo. Ricardo cede à chantagem da tia e entrega-lhe o vídeo. Francisca marca viagem para São Tomé, onde Clara e Manel estavam a passar lua-de-mel, e ameaça a enteada em contar a Manel que participou no assalto ao museu e de lhe mostar as imagens e à polícia. Clara cede e conta a Manel que foi obrigada pelo Lobo a fazer o assalto. Manel fica desiludido com Clara e não a perdoa. o que deixa Francisca satisfeita.
Clara é condenada a 2 anos de prisão mas a sua pena acaba por ser reduzida. Lobo pede a Camila, a sua mulher que também esta na prisão, que ajude Clara enquanto ela estiver na prisão e Camila aceita. Francisca, com a ajuda de Telmo, manda 2 mulheres matar Clara na prisão mas Clara sobrevive. Quando Pilar e Marta sabem disto, Pilar tenta matar Francisca ao quase dar-lhe um tiro mas acaba por ser acalmada por Bárbara. Quando Francisca começa a bater em Marta cmo faz sempre, a jovem defende-se e empurra a vilã para o chão mas sofre devido ao bebé na barriga. Clara acaba por sair em liberdade condicional.
A vilã continua a drogar Daniela e vira-a contra os irmãos. Clara pede ajuda a Nina, a mulher que ajudou Daniela quando ela andava desaparecida, para ajudá-la a ganhar novamente a confiança da menina e Nina aceita. Daniela fica muito feliz por ver Nina e a cadela Zuzu e fica mais feliz quando Nina a deixa ficar com a cadela. Quando Marta diz mal da Francisca à juíza, Francisca cheia de raiva mata Zuzu, o que deixa Daniela de rastos. A vilã ameaça Marta em fazer o mesmo com uma pessoa se ela continuar a dizer que ela é uma péssima mãe. Francisca perde a guarda de Marta mas fica com Daniela, que diz bem dela (porque ela não quer que a madrasta faça mal aos irmãos). Francisca ameaça Clara, Afonso e Marta que não voltarão a ver a Daniela.
Telmo, ainda sentindo-se traído por Francisca ter um filho que também é de Manel, vai ter ao palacete e encontra Clara para lhe conta toda a verdade sobre Francisca. Telmo conta a Clara que foi a Francisca a empurrar o Eduardo do terraço do sítio da festa da Marta e quando a Daniela estava desaparecida, a Francisca planeou o rapto da jovem. Telmo também revela que foi Francisca que mandou matar a Laura. Clara pede a Telmo para testemunhar contra Francisca para ela pagar por tudo o que fez mas Telmo recusa porque se a Francisca é presa, ele vai com ela. Telmo pede a Clara para arranjar provas, ela terá que provar que a Francisca teve um caso com Eduardo antes da Laura partir para São Tomé e morrer. A morte da Laura encomendada pela Francisca deixa Afonso tão motivado em apanhar a Francisca e matá-la.
Manel e Clara dirigem-se, sozinhos para a quinta da família de Clara. Pelo caminho acordam que terão de ter uma conversa séria depois de conseguirem incriminar Francisca. Quando lá chegam, Clara vê o carro de Lobo e fica furiosa, pensando que este veio acabar com Francisca, contra a sua vontade. Manel, por sua vez, fica preocupado com o seu bebé.
Sem que ninguém saiba, Afonso (João Maneira) já lá está com Lobo e ambos vestem fatos de macaco iguais e colocam máscaras. Surpreendem Francisca que fica assustada. Lobo ameaça-a mas Afonso pede para ser ele a disparar. Clara e Manel aparecem e este ordena aos encapuzados que larguem as armas. Manel dispara contra Afonso.

## Elenco
| Ator/Atriz             | Personagem                     |
| ---------------------- | ------------------------------ |
| Sara Matos             | Clara Resende Arnauth          |
| José Fidalgo           | Manel Paiva                    |
| Inês Castel-Branco     | Francisca Alves Arnauth        |
| Maria João Luís        | Pilar Tavares                  |
| Rogério Samora         | Vicente Resende                |
| Victoria Guerra        | Diana Almeida                  |
| José Mata              | Paulo «Lobo» Costa             |
| João Maneira           | Afonso Resende Arnauth         |
| Beatriz Frazão         | Daniela Resende Arnauth        |
| Catarina Rebelo        | Marta Resende Arnauth          |
| Lia Gama               | Teresa Alves Resende           |
| Sofia Sá da Bandeira   | Helena Machado Paiva           |
| Miguel Damião          | Jorge Almeida                  |
| João Jesus             | Gabriel Neto                   |
| Mariana Norton         | Alice Oliveira                 |
| João Baptista          | Telmo Santos                   |
| Rita Loureiro          | Edite Paiva Neto               |
| Margarida Carpinteiro  | Amália Machado                 |
| Maria João Abreu       | Dolores Matias                 |
| José Raposo            | Armando Matias                 |
| Oceana Basílio         | Miranda Matias Sousa           |
| Diogo Valsassina       | Nelson Matias                  |
| Tiago Teotónio Pereira | Ricardo Tavares Resende        |
| Cleia Almeida          | Bárbara Tavares Resende        |
| Filipa Areosa          | Mafalda Tavares Resende        |
| Rúben Gomes            | Sebastião Araújo               |
| Ana Guiomar            | Maria Preciosa Dias            |
| Dânia Neto             | Liliana Faria                  |
| Rui Unas               | António Manuel «Tomané» Cerejo |
| Marco Mendonça         | Lucas Preguiça                 |
| Cecília Henriques      | Gisela Torres                  |
| Hélder Agapito         | Joaquim Paiva                  |
| Samuel Alves           | Miguel Almeida                 |
| Miguel Costa           | Alberto Cruz                   |
| Miguel Frazão          | Rogério «Roger» Mendes         |
| Júlio César            | Joel Correia                   |
| Hugo Tavares           | Nuno Correia                   |
| Madalena Almeida       | Cátia Sousa                    |
| Alexandre Jorge        | Alexandre «Alex» Paiva         |
| Matamba Joaquim        | Timóteo Neto                   |

### Atores Convidados
| Ator/Atriz          | Personagem                   |
| ------------------- | ---------------------------- |
| João Reis           | Gonçalo Nascimento «Curador» |
| Ana Padrão          | Laura Resende                |
| Jean-Pierre Martins | Eduardo Arnauth              |
| Jorge Corrula       | Raul Sousa                   |
| Tiago Aldeia        | Henrique                     |

### Participação especial
| Ator/Atriz        | Personagem                 |
| ----------------- | -------------------------- |
| Miguel Monteiro   | Carlos Manuel Fontes Paiva |
| Sofia Leite       | Andreia Monteiro Soares    |
| Dimitry Bogomolov | Sílvio Garcia              |
| Sílvio Nascimento | Augusto                    |